# Фани Менделсон
Фани Менделсон (14. новембар 1805 — 14. мај 1847) била је немачка композиторка и пијаниста ране романтичке ере која је била звана као Фани Хенсел после њеног венчања. Њене композиције укључују гудачки квартет, клавирски трио, клавирски квартет, оркестарска увертира, четири кантате, преко 125 комада за клавир и преко 250 комада лидова, од којих већина није објављена током њеног живота. Иако је хваљена због своје клавирске технике, ретко је давала јавне наступе ван свог породичног круга.
Одрасла је у Берлину и стекла је темељно музичко образовање од учитеља, укључујући њену мајку, као и композитори Лудвиг Бергер и Карл Фридрих Целтер. Њен млађи брат Феликс Менделсон, који је такође композитор и пијаниста, делили су исто образовање и њих двоје су развили близак однос. Због резервисаности њене породице и друштвених конвенција тог времена о улогама жена, шест њених песама објављено је под братовим именом у његовим опусима 8 и 9. Она се 1829. године венчала за уметника Вилхелм Хенсела и 1830. године родила је њеног јединог детета који је Себастијан Хенсел. 1846. упркос сталној амбивалентности њене породице према њеним музичким амбицијама она је објавила збирку песама као свој Опус 1. Умрла је од можданог удара 1847. када је имала 41 године.
Од 1990-их њен живот и радови били су предмет детаљнијих истраживања. Њена Ускрња соната је нетачно приписана њеном брату 1970. године, пре него што је нова анализа докумената 2010. исправила атрибуцију. Музеј Фани и Феликс Менделсон био је отворен 29. маја 2018. у Хамбургу у Немачкој.

## Биографија
Фани Менделсон била је рођена у Хамбургу као најстарија од четворо деце укључујући њеног брата Феликс Менделсона који је био рођен 4 године после ње.